# ألين ستانفورد
ألين ستانفورد (بالإنجليزية: Allen Stanford)‏ هو مصرفي وصحفي أمريكي، ولد في 24 مارس 1950 في ماهيا في الولايات المتحدة.

## وصلات خارجية
- ألين ستانفورد على موقع إن إن دي بي (الإنجليزية)